# Rathaus Korneuburg

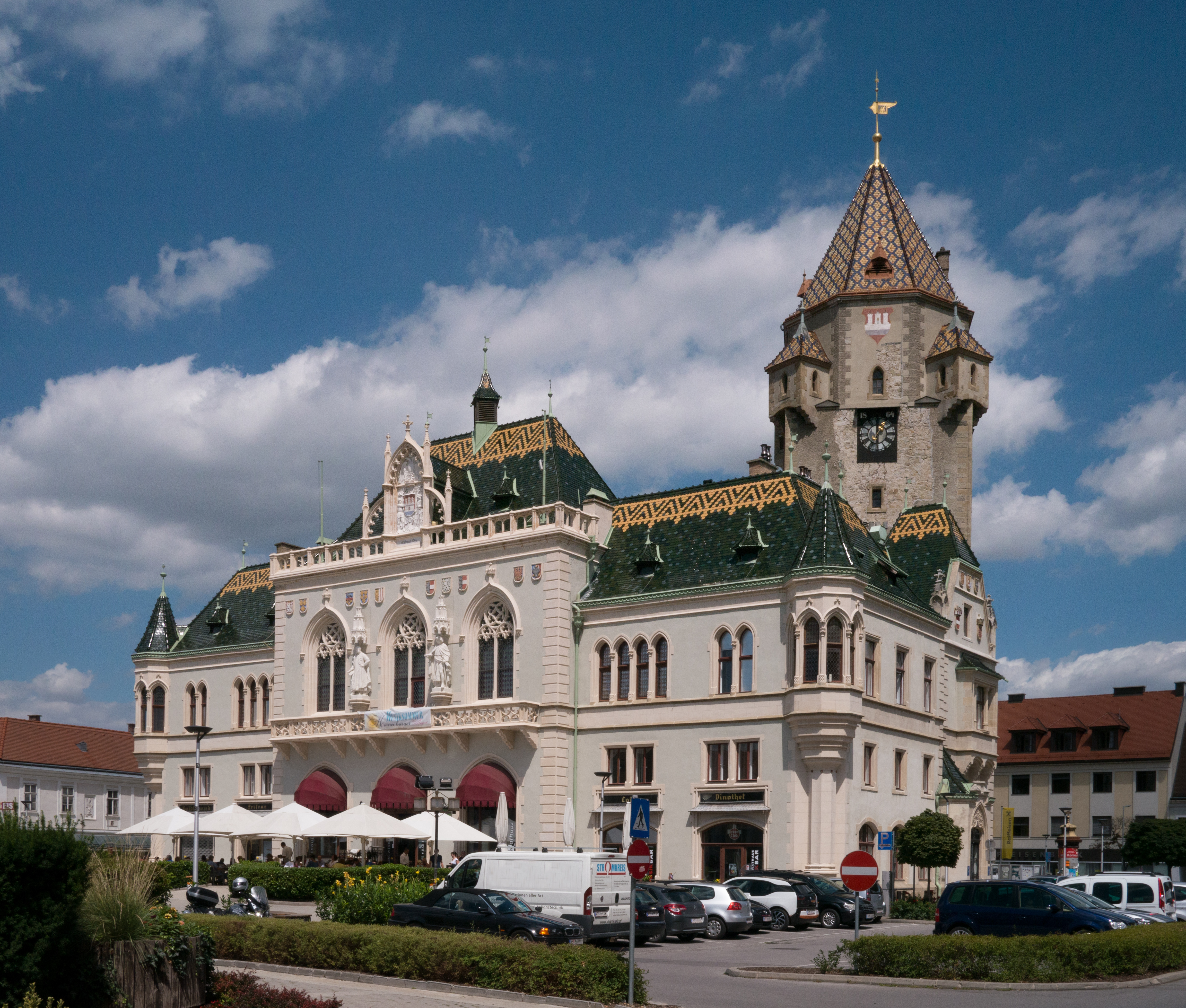
Das Rathaus von Korneuburg / Ansicht von Süden

Das Rathaus Korneuburg ist ein großer, unregelmäßiger, vierflügeliger neugotischer Bau in der Mitte des Hauptplatzes der Stadt Korneuburg, der vom mächtigen Stadtturm überragt wird.
Das Gebäude steht durch Bescheid des Bundesdenkmalamtes unter Denkmalschutz (Listeneintrag).

## Baugeschichte
An der Stelle des heutigen Rathauses stand ursprünglich eine aus der Zeit um 1170 stammende Nikolauskirche, die 1193 konsekriert wurde und vermutlich zuletzt als Pfarrkirche der Stadt gedient hatte. In den Jahren 1440 bis 1447 wurde anstelle des Kirchturmes über der Apsis der Kirche der mächtige Stadtturm errichtet, der als Wachturm gegen Feinde und Feuergefahr dienen sollte. Im Hof des Rathauses ist noch der Triumphbogen dieser Kirche erkennbar. Der Turm wurde während des Dreißigjährigen Krieges schwer beschädigt als Graf Puchheim die Stadt für Österreich zurückgewann.
Während der Reformationszeit wurde die Kirche im 16. Jahrhundert als lutherische Kirche adaptiert und später vorübergehend profaniert, ehe sie im Jahre 1625 den Augustinern übergeben wurde. Nach der endgültigen Entweihung unter Joseph II. im Jahre 1786 fand sie als Theaterraum, Salzmagazin, Feuerwehrdepot und zuletzt für Geschäftslokale Verwendung.
Im Jahre 1890 wurde der Turm durch Hermann Helmer im Zuge einer großen Renovierung historisierend verändert und erhielt dabei sein heutiges Aussehen.
Im Zuge der Neustrukturierung der Stadt wurde das barocke Rathaus abgetragen und 1893 der Beschluss zum Neubau gefasst. Ein Architekturwettbewerb zur Realisierung dieses Neubaues fand bei der Jury keine Mehrheit für einen Gewinner, sodass die Stadtgemeinde den Entwurf „Wahrzeichen“ von Max Kropf wählte, der die Einbeziehung des alten Stadtturmes von 1447 in den Neubau vorsah. Die Baukosten betrugen 120.000 Gulden (fl.), wovon die Sparkasse Korneuburg einen Betrag von 75.000 fl. als Spende übernahm. Dafür erhielt sie die unentgeltliche Nutzung von Amtsräumen im ersten Stock des neuen Rathauses, die sie bis zum Jahre 1929 in Anspruch nahm. 1894 wurde die Kirche abgebrochen und mit dem Neubau des Rathauses begonnen.
Am 15. Februar 1896 erhielt der Bürgermeister bei der feierlichen Eröffnung des 1895 fertiggestellten Rathauses den goldenen Schlüssel aus der Hand des Architekten. Neben dem Verwaltungssitz beherbergt das Gebäude auch Lokale und Geschäfte.

## Baubeschreibung

### Rathaus

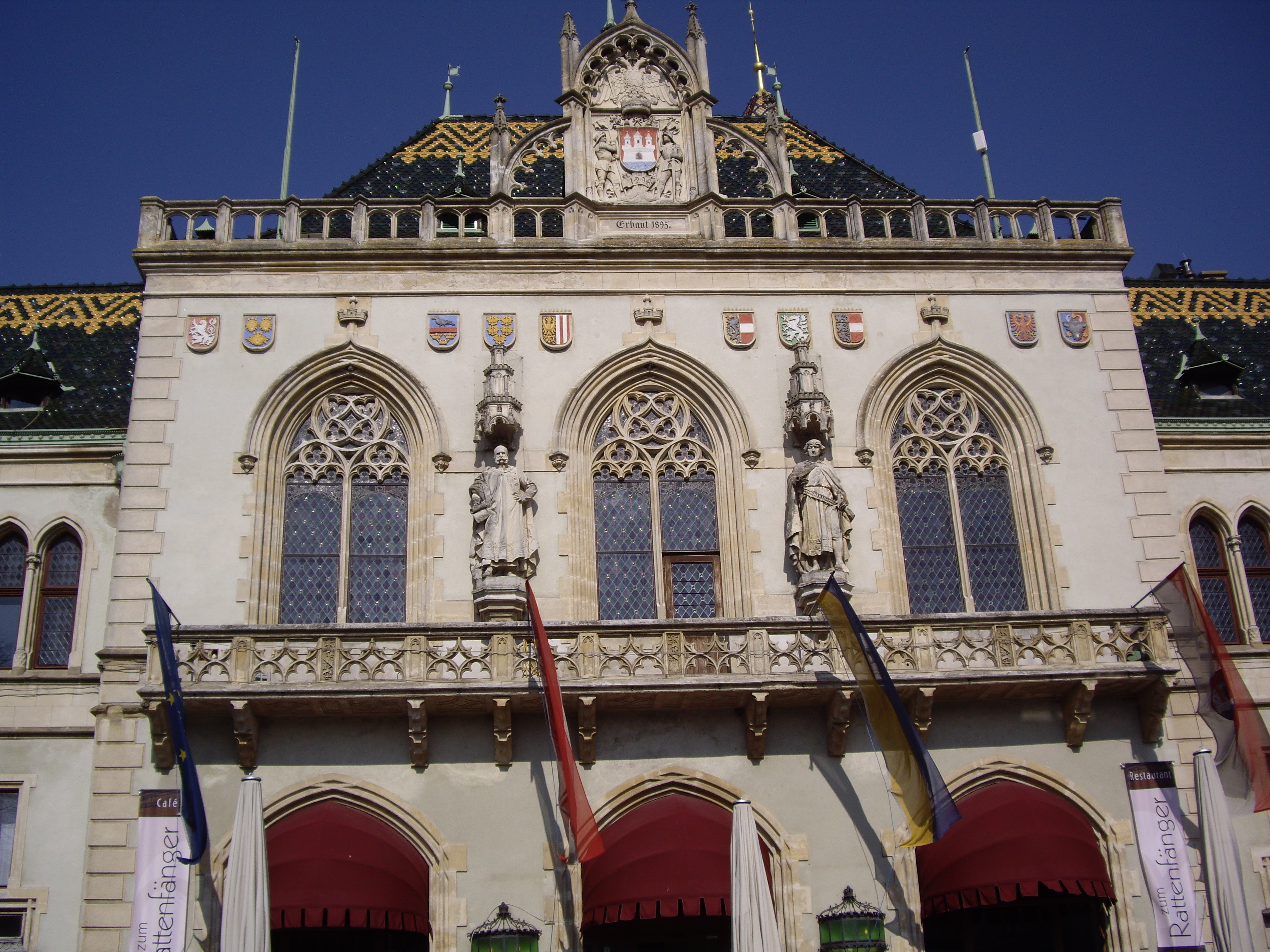
Der Mittelrisalit an der Südwestfassade

Der Bau ist durch Balkone, Erker und Giebel reich gegliedert und wird von einem Dach mit glasierten Dachziegeln abgeschlossen. An den Ecken sind schmiedeeiserne Laternen.
Der dreiachsige Mittelrisalit der südwestlichen repräsentativen Hauptfassade hat einen Balkon mit Maßwerkbrüstung und reiche Maßwerkfenster. Zwischen den Fenstern stehen von Emanuel Pendl geschaffene Baldachinfiguren von Franz Joseph I. (links) und Herzog Albrecht I. (rechts) auf Konsolen. Darüber sind die Wappen von zehn Kronländern: Königreich Böhmen, Königreich Dalmatien, Königreich Galizien und Lodomerien, Erzherzogtum Österreich unter der Enns, Erzherzogtum Österreich ob der Enns, Herzogtum Salzburg, Herzogtum Steiermark, Herzogtum Kärnten, Herzogtum Krain und Herzogtum Bukowina.
Die Fassade des Mittelrisalits endet in einem mit 1895 bezeichneten Maßwerkgiebel. In diesem sind zwei Schildträger mit dem Stadtwappen unter einem Baldachin und der Jahreszahl 1298, die auf die Erhebung zur selbständigen landesfürstlichen Stadt hinweist. Das Giebelfeld enthält ein Relief des Doppeladlers des Kaisertums Österreich.
Im Erdgeschoß des Risalits ist ein breites Spitzbogenportal flankiert von je einem ebenso breiten Spitzbogenfenster. Dahinter befindet sich eine gewölbte Säulenhalle.

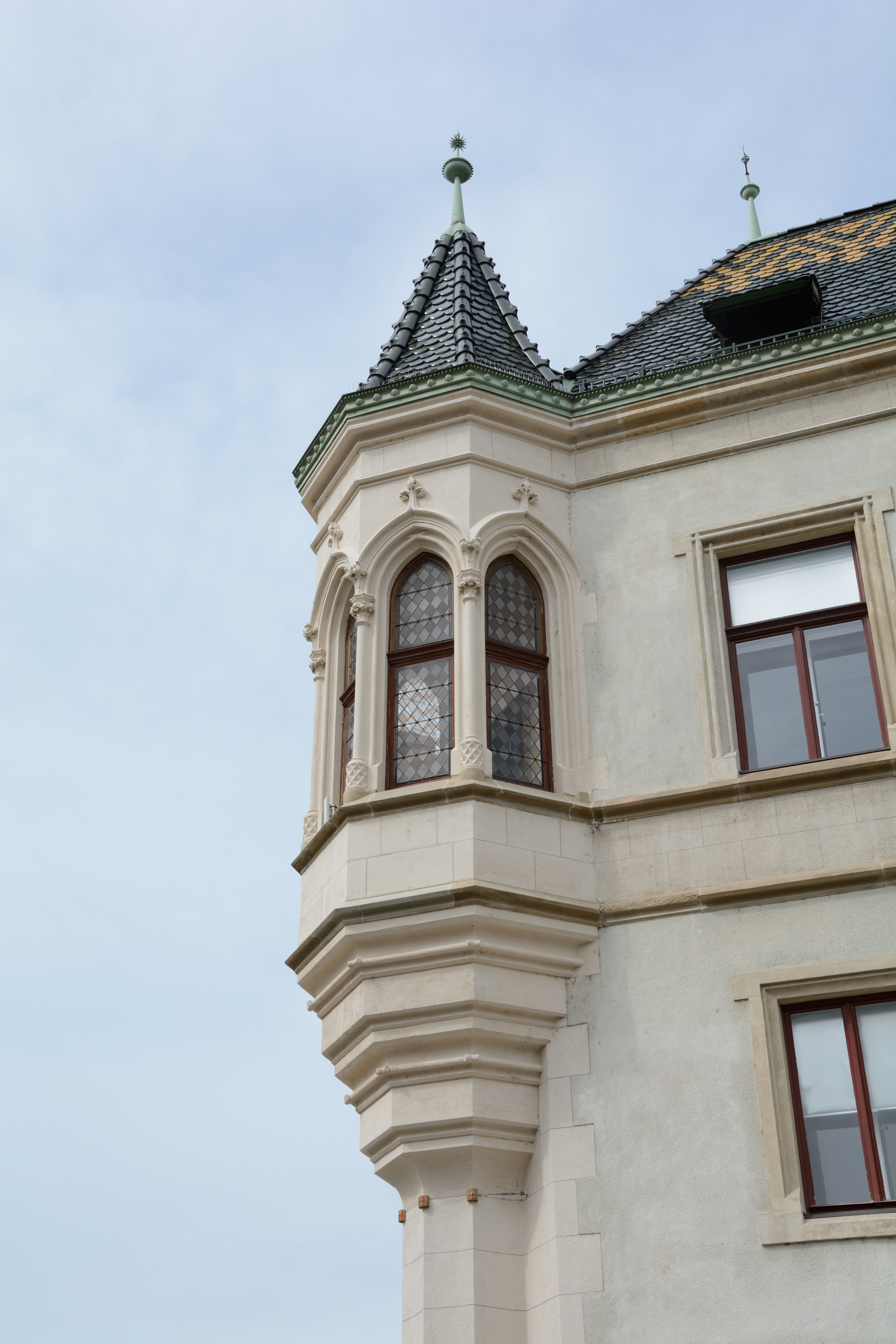
Erkertürmchen an der Südecke

Zu beiden Seiten des Risalits endet die Gebäudefront in einem zweiachsigen Gebäudeflügel mit breiten korbbogigen verdachten Fenster- und Türöffnungen. Darüber befinden sich im ersten Obergeschoß zwei doppelte Rechteckfenster mit reliefierten Laibungen. Die Fassade des ersten Obergeschoßes wird durch ein doppeltes umlaufendes Kordongesims abgeschlossen, das an der Ober- und Unterkante des Balkons am Mittelrisalit ansetzt. Das obere Gesims bildet zugleich das Sohlbankgesims für die Fenster des zweiten Obergeschoßes. Diese sind in der neben dem Risalit liegenden Fensterachse als vierfache und an der außen liegenden Achse als zweifache Spitzbogenfenster ausgeführt, die jeweils durch Halbsäulen mit Blattkapitell geteilt sind.
An den Ecken sind im zweiten Obergeschoß oktogonale Erkertürmchen, die von Ecksäulen getragen werden und mit zwei Seiten in den Hauptbau eingebunden sind. Sie haben je fünf Spitzbogenfenster, die in der gleichen Art ausgeführt sind wie die nebenan liegenden Doppelfenster an der Südwestfassade.
An der Nordwestseite des Gebäudekomplexes befindet sich ein vorspringender Mittelteil mit Balkon und Giebelaufbau. Über dem Spitzbogenportal, das den Zugang zum Gemeindeamt bildet, ist eine Büste des Baumeisters angebracht. Darüber ist ein auf vier Konsolen ruhender Balkon mit Maßwerkbrüstung zu dem sich eine Rechtecktür flankiert von zwei Rechteckfenstern öffnet. Die Tür und die beiden Fenster werden durch reliefiertes Maßwerk mit bekrönenden Kreuzblumen abgeschlossen. Darüber sind die Wappen von bedeutenden niederösterreichischen Städten.
Im Inneren des Nordwestflügels ist ein Vestibül mit Säulen und Netzrippengewölbe, von dem sich ein weiträumiges Treppenhaus mit Maßwerkgeländern erschließt. Das Treppenhaus hat eine reiche Stuck-Wappendecke in Maßwerkformen mit bürgerlichen Wappen des 15. und 16. Jahrhunderts, unter anderem des ersten Bürgermeisters der Stadt, Andreas Ramler (1406), und des Niklas Engelgershauser, der sich Verdienste um den raschen Wiederaufbau der Stadt nach dem Brand von 1417 erworben hat. Zwei Büsten erinnern an den Bürgermeister Schaumann. An der Stirnwand des Treppenhauses sind große Maßwerkfenster.
Der Sitzungssaal der Stadtgemeinde hat eine Holzvertäfelung und eine Kassettendecke auf Konsolen. Er ist mit einem großen Kronleuchter und einem Wandbild ausgestattet, das mit M. Lenz 1895 bezeichnet ist und die Verleihung des Stadtrechts darstellt. Ein Ölbild zeigt das Porträt von Kaiser Franz Joseph.
Der Amtsraum im Bereich des Turmes, der 1894/95 weitgehend erneuert wurde, wird durch ein Sternrippengewölbe abgeschlossen, das aus der Mitte des 15. Jahrhunderts stammen dürfte.

### Stadtturm

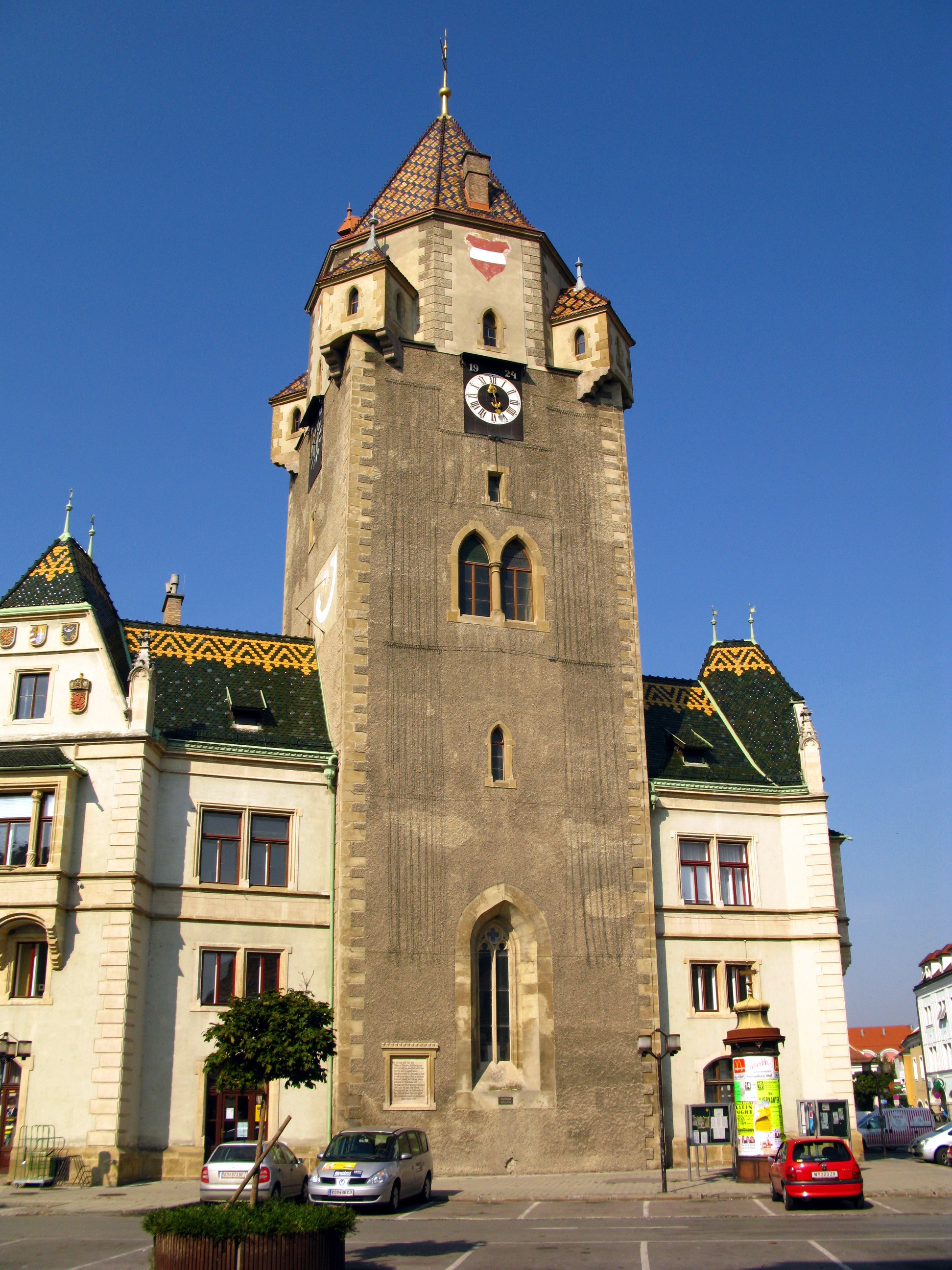
Der Stadtturm

Die schlichte Fassade des 47 Meter hohen mit 1447 bezeichneten mächtigen quadratischen Bauwerkes ist durch Eckquaderungen gegliedert. Im Turmerdgeschoß an der platzseitigen Ostfassade ist ein hohes Maßwerkfenster in tiefem glatten Gewände. Links davon befindet sich eine Inschriftentafel aus dem Jahre 1898. Über dem Maßwerkfenster ist ein kleines Spitzbogenfenster und über diesem ein doppeltes Spitzbogenfenster mit dazwischen liegender Säule. Auf gleicher Höhe dieses Doppelfensters ist an der Südseite eine Sonnenuhr. Im nächsten Geschoß sind kleine Rechteckfenster mit glatter Laibung und darüber befinden sich Turmuhren, die mit 1924, dem Jahr der letzten großen Renovierung, bezeichnet sind.
Den Abschluss des quadratischen Baukörpers bilden Erker, die quer über die Turmecken angebaut sind und von Konsolen getragen werden. Die Erker haben an den drei freistehenden Seiten kleine Spitzbogenfenster und Walmdächer mit bekrönenden Dachknäufen. Zwischen diesen Erkern erhebt sich ein oktogonales Schallgeschoß, das durch ein Zeltdach mit glasierten Dachziegeln und bekrönender Turmkugel mit Wetterfahne abgeschlossen wird. Die glatte Fassade des Schallgeschoßes hat Eckquaderungen und kleine Spitzbogenfenster. Die Hauptseiten zeigen das Reichswappen, den Babenberger Bindenschild, das niederösterreichische Landeswappen und das Stadtwappen.
Im Turm ist eine Glocke aus dem Jahre 1641 von Hans Schaf und eine aus dem Jahre 1673, die von Joachim Gross gegossen wurde, der eine Gießerei in Mödling und eine Werkstatt in Wien besaß.